# مریم (همسر خسرو پرویز)
مریم همسر خسرو پرویز از شاهان مقتدر ساسانی بود. او شاهزاده‌ای رومی و دختر موریس امپراتور روم بود. در سال ۵۹۰ میلادی پس از اینکه خسرو برای کمک در برابر شورش بهرام چوبین از امپراتور روم درخواست کمک و لشکر کرد، موریس نیز ضمن امتیازاتی که از خسرو گرفت لشکری از ارتش روم در اختیار خسرو و سردارانش گذاشت تا تاج و تخت را از بهرام چوبین و شورشیان باز پس گیرد که شرح آن در شاهنامه و دیگر منابع به تفصیل آمده‌است.

## مریم درشاهنامه فردوسی
در شاهنامه فردوسی از او به عنوان زنی هوشمند که لبانش همیشه به پند گشوده بود، یاد می‌شود.
در نامه‌ای خسرو پرویز به قیصر روم یادآور می‌شود که او در راه دین مسیحیت همیشه کوشا است، و از ما حرف شنوی کمی دارد.
| سخنها که پرسیدم از دخترت |  | چنان دان که او تازه کرد افسرت |
| به‌دین مسیحا بکوشد همی    |  | سخن‌های ما کم نیوشد همی        |
| به آرام شادست و پیروز‌بخت |  | بدین خسروانی نوآیین درخت      |

### ازدواج مریم باخسروپرویز[۱][۲]
پس از گریختن خسروپرویز از دست بهرام چوبین به روم و هم‌پیمانی با قیصر روم ازدواج سیاسی بین خسروپرویز و مریم دختر قیصر شکل می‌گیرد. این ازدواج را شاهنامه فردوسی چنین شرح می‌دهد:
| یکی دخترش بود مریم به‌نام     |  | خردمند و با سنگ و با رای و کام |
| به خسرو فرستاد به آیین دین   |  | همی‌خواست ازکردگار آفرین        |
| بپذرفت دخترشْ گستهم گُرد       |  | به آیین نیکو به خسرو سپرد      |
| وزآن پس بیاورد چندان جهیز    |  | کزان کند شد بارگی‌های تیز       |
| ز زرینه و گوهر شاهوار        |  | ز یاقوت وز جامهٔ زرنگار         |
| ز گستردنیها و دیبای روم      |  | به زر پیکر و از بریشمش بوم     |
| همان یاره و طوق با گوشوار    |  | سه تاج گرانمایه گوهرنگار       |
| ...                          |  | ...                            |
| بدیشان بگفت آنچ بایست گفت    |  | همان نیز با مریم اندرنهفت      |
| از آرام وز کام و بایستگی     |  | همان بخشش و خورد و شایستگی     |
| پس از خواسته کرد رومی شمار   |  | فزون بد ز سیصد هزاران هزار     |
| فرستاد هر کس که بد بردرش     |  | ز گوهر نگار افسری بر سرش       |
| ...                          |  | ...                            |
| دو منزل همی‌رفت قیصر به راه   |  | سه دیگر بیامد به پیش سیاه      |
| بفرمود تا مریم آمد به پیش    |  | سخن گفت با او ز اندازه بیش     |
| نیاطوس جنگی برادرش بود       |  | بدان جنگ سالار لشکرش بود       |
| بدو گفت مریم به خون خویش تست |  | بران برنهادم که هم کیش تست     |
| سپردم تو را دختر وخواسته     |  | سپاهی برین گونه آراسته         |
| نیاطوس را دید و دربرگرفت     |  | بپرسیدن آزادی اندرگرفت         |
| ز قیصر که برداشت زانگونه رنج |  | ابا رنج دیگر تهی کرد گنج       |
| وزانجای سوی عماری کشید       |  | بپرده درون روی مریم بدید       |
| بپرسید و بر دست او بوس داد   |  | ز دیدار آن خوب رخ گشت شاد      |

### آشتی دادن سرداران ایران و روم[۴][۵]
بنا بر شاهنامه فردوسی یکی از نقش‌هایی که مریم دارد آشتی دادن ایرانیان و هم‌پیمانان رومی آنها پس از بروز اختلاف و خشم گرفتن نیاطوس سردار رومی بر بندوی است، که مریم با تدبیر آنها را آشتی می‌دهد.
لیک در همان هنگام، مریم، به خسروپرویز گفت: من جنگ میان این انجمن را به پایان خواهم آورد. اینک بندوی سرافراز را به من بده تا رومیان روی او را ببینند و آنگاه من همچنان تندرست، او را بازمی‌گردانم. بدان که هرگز کسی بیهوده جنگ نجسته‌است. شهریار که چنین شنید، بندوی را به همراه ده سوار به نزد نیاتوس فرستاد.
آنگاه مریم- آن زن هوشمند که لبانش همیشه به پند گشوده بود- به بندوی پندهایی او را با خود می‌برد و بندوی با نیاطوس آشتی داده می‌شود.
| به خسرو چنین گفت مریم که من |  | بپا آورم جنگ این انجمن       |
| به من ده سرافراز بندوی را   |  | که تا رومیان از پی روی را    |
| ببینند و باز آرمش تن درست   |  | کسی بیهوده جنگ هرگز نجست     |
| فرستاد بندوی را شهریار      |  | به نزد نیاطوس با ده سوار     |
| همان نیز مریم زن هوشمند     |  | که بودی همیشه لبانش بپند     |
| ...                         |  | ....                         |
| چو مریم برفت این سخنها بگفت |  | نیاطوس بشنید و کینه نهفت     |
| هم از کار بندوی دل کرد نرم  |  | کجا داشت از روی بندوی شرم    |
| بیامد به نزدیک خسرو چو گرد  |  | دل خویش خوش کرد زان گفته مرد |
| نیاطوس گفت ای جهاندیده شاه  |  | خردمندی از مست رومی مخواه    |
| توبس کن بدین نیاکان خویش    |  | خردمند مردم نگردد ز کیش      |
| برین گونه چون شد سخنها دراز |  | به لشکرگه آمد نیاطوس باز     |

### مرگ مریم
شاهنامه فردوسی به حسادت بسیار شیرین نسبت به مریم اشاره دارد که  به زهر دادن به مریم و کشتن او توسط شیرین می‌انجامد.
| از آن پس فزون شد بزرگیِ شاه |  | که خورشید شد آن کجا بود ماه |
| همه روز با دخت قیصر بدی    |  | همو بر شبستانش مهتر بدی     |
| ز مریم همی‌بود شیرین به‌درد  |  | همیشه ز رشکش دو رخساره زرد  |
| به فرجام شیرین ورا زهر داد |  | شد آن نامور دخت قیصرنژاد    |
| ازآن چاره آگه نبد هیچ‌کس    |  | که او داشت آن راز تنها و بس |
| چو سالی برآمد که مریم بِمُرد |  | شبستان زرین به شیرین سپرد   |